# Aedes alboniveus
Aedes alboniveus é um espécie de mosquito do género Aedes, pertencente à família Culicidae.